# هشام جعفر
هشام جعفر هو صحفي وباحث مصري (ولد في 11 مايو 1964 بمحافظة الدقهلية) تخرج من كلية الاقتصاد والعلوم السياسة عام 1985 من جامعة القاهرة. حاصل على الماجيستير في العلوم السياسية من جامعة القاهرة. جعفر حاليا يشغل منصب رئيس مجلس أمناء مؤسسة مدى كما يعمل ككبير استشاري" المركز الاقليمى الوساطة والحوار" ومستشار" لمركز الحوار الانسانى"(HD) . جعفر هو أيضا مؤسس ورئيس مجلس إدارة «مؤسسة مدى للتنمية الإعلامية»

## بداية حياته
شغل جعفر العديد من المناصب من اهمها:
- نائب المدير العام ورئيس تحرير الموقع العربي "IslamOnline.net"
- خبير في العلوم السياسية والاجتماعية ورئيس قسم الأبحاث في المركز الدولي للدراسات في القاهرة (1996-1999).
- مؤسس ورئيس تحرير «حصاد الفكر» وهي مجلة ثقافية شهرية تركز على احدث وأبرز المطبوعات العربية والأجنبية.
- الباحث في المعهد العالمى للفكر الإسلامي (IIIT) القاهرة (1993-1995).
- باحث في مركز الدراسات الحضارية في القاهرة، ومنسق التقرير الاستراتيجي السنوي للمركز في العالم العربي «الأمة في السنة». (1988-1993)
- كما كتب العديد من الدراسات والأبحاث إلى ت نشرت في «المجتمع»، «مسلم فلسطين»، فضلا عن العديد من الكتابات الأخرى التي نشرت في أماكن أكثر تخصصا مثل: «منصة حوار»، «منتدى الشرق»، «مسلم المعاصر»، و «دراسات الشرق الأوسط»
- مستشار لليونيسيف في بناء إستراتيجية التواصل في الأسرة المصرية (2011-2012)
- مستشار لليونيسيف في تصميم ورش عمل «الدور الدينى الاساسى»
- عمل مستشارا لمجلس المصري القومي للسكان (مجلس الشعب) في وضع إستراتيجية وطنية للسكان في مصر في عام 2013.
- شارك في العديد من المؤتمرات العلمية وورش العمل.

## أعمال جعفر
في 2010 أنشأ جعفر مؤسسة مدى للتنمية الاعلامية وهي مؤسسة مجتمعية تهدف إلى التنمية البشرية في مواجهات المشكلات المجتمعية مثل العنف المجتمعى وتنظيم دورات تدريبية من أهمها:
- عمل مع الأزهر الشريف وعدد من الجمعيات النسائية المصرية ومؤسسات حكومية ودولية في مسودة "وثيقة الأزهر حول حقوق المرأة في الإسلام
- عمل هشام جعفر مع المجلس القومى للسكان في وثيقه "تمكين الاسرة" بعد ثورة يناير في 2011-2011
- مبادرة «نون الحضارة» بالاشتراك مع الأمم المتحدة للمرأة والمجلس القومي للسكان والتي تتضمن إلى تأسيس وحدة معرفية معنية بقضايا المرأة من منظور إسلامي، عقد مؤتمر دولي حضره 93 مشارك/ة من 11 دولة، عقد 10 ورش عمل معمقة استهدفت إنتاج معرفي في موضوعات مثل؛ المساواة، القوامة، حق الاجتهاد، مؤسسة الزواج، الحقوق الاجتماعية والسياسية والقانونية والاقتصادية وغيرها، عقد مائدة مستديرة مع علماء الأزهر الشريف حول «خطف الطالبات النيجيريات من قبل جماعة بوكو حرام» في مايو 2014، عقد دورات تدريبية لعدد 74 داعية أزهري حول ما تم إنتاجه خلال المشروع، إنتاج 10 إنفو جرافيك وسلسلة حلقات كارتون لتبسيط المفاهيم المعرفية التي أنتجها المشروع، إنتاج عدد 2 فيلم قصير حول المفاهيم التي تم طرحها خلال المشروع، إنتاج عدد من الكتيبات والأدلة التدريبية والوثائق التي تمثل مخرجات المشروع.
- عمل مع اليونيسف والمجلس القومي للسكان في الاستراتيجية الإعلامية لتمكين الأسرة المصرية، "إعلان الإسكندرية حول قضايا المرأة في الإسلام" ووثيقة: نحو تأسيس جديد لمفهوم الزواج في الإسلام
- التعاون مع المعهد السويدي بالإسكندرية-مكتبة الإسكندرية في إطلاق "شبكة شقائق" للباحثين والمهتمين بالنسوية الإسلامية، شراكة مع جامعة الزيتونة بتونس (لعقد اللقاء الثاني للشبكة (شراكة مع الرابطة المحمدية بالمغرب (لعقد اللقاء الثالث للشبكة)، المعهد العالمي للفكر الإسلامي في إنتاج سلسلة مفاهيم قرآنية حول قضايا المرأة والأسرة
- المشاركة في تقرير التنمية البشرية للدول العربية لعام 2015 والذي يصدره برنامج الأمم المتحدة الإنمائي "UNDP"
- تدريب الدعاة والقادة الدينيين على التعامل مع مشكلة التحرش الجنسي بالتعاون مع دار الإفتاء المصرية.
- التعاون مع المعهد السويدي بالإسكندرية في بناء قدرات القيادات الدينية حول مفهوم المواطنة
- كما قام جعفر بشغل منصب كبير استشاري المركز الاقليمى الوساطة والحوار والذي يختص باعداد البرامج والمشروعات السياسية والثقافية في مجال تحويل النزاعات والتحول الديمقراطي كما يعمل المركز على خلق فضاءات ومساحات للحوار بين الاطراف المتعارضة، والعمل على خلق فهم مشترك بينهم من أجل الوصول إلى حل للنزاعات بشكل سلمي ومن أهم مشاريع المركز:
- مشروع إنشاء آلية للإنذار المبكر والتدخل السريع للتوترات المتضمنة بعداً دينياً في مصر بالتعاون مع مؤسسة خطوة للمستقبل ومؤسسة قرطبة بجنيف الأزهر الشريف والكنيسة الأرثوذكسية وممثلى مختلف الأحزاب السياسية
- مؤسسة مصر الخير في مشروع «نشر ثقافة الحوار بقنا» و الذي تضمن إصدار تقرير تقييمي عن مدينة قنا، عقد ورش تدريبية لشيوخ القبائل والشباب حولالحوار وتقديم الدعم الفني للجمعيات الأهلية المشاركة من قنا
- مشروع خرائط التفاعل والصراع أسيوط
- المركز البرلماني الكندي في مشروع "العلاقة بين البرلمان والمجتمع المدنى"
- منتدى الإصلاح العربي - مركز البدائل في "مشروع تطوير اللائحة الداخلية لمجلس الشعب المصرى"
- الاشتراك مع مؤسسة خطوة للمستقبل - مركز دراسات الأمان - جامعة القاهرة في ورش العمل الخاصة بالحوار والتعايش
- العمل مع مركزالأهرام للدراسات الاجتماعية والتاريخية في مناقشات حول "العلاقة بين العرف والقانون والمجالس العرفية"
- الدعم النفسي لمتضرري مخيم نهر البارد 2007 بالتعاون مع اتحاد الأطباء العرب
- الدعم النفسي لمتضرري حرب لبنان 2006 بالتعاون مع مؤسسة قطر الخيرية.
- إعداد دليل الدعم النفسي لمتضرري الحروب والكوارث من البالغين.
- إعداد دليل الدعم النفسي لمتضرري الحروب والكوارث من الأطفال.
- الدعم النفسي لجرحى غزة 2008 بالتعاون مع اتحادالأطباء العرب.
- الدعم النفسي لمتضرري حرب غزة 2009 بالتعاون مع الهلال الأحمر القطري.

## مؤلفاته
قام هشام جعفر بتأليف العديد من الكتب من أبرزها:
- «أزمة الاخوان المسلمين»
- «إسلاميون وديموقراطيون: إشكالايات بناء تيار ديموقراطى»
- «الأبعاد السياسية لمفهوم الحاكمية رؤية معرفية»
- «جماعة التبليغ»
- «بناء المفاهيم: دراسة معرفية ونماذج تطبيقية - الجزء الأول»
- «بناء المفاهيم: دراسة معرفية ونماذج تطبيقية - الجزء الثانى»
- «منهج النظر إلى مفهوم الجاهلية والحاكمية»

## جوائز
حاز مركز نون لقضايا المرأة والاسرة التابع لمؤسسة مدى لجائزة منظمة المرأة العربية حول أفضل أنتاج إعلامى لعام 2015.